# Serpentinata
Serpentinata es un concepto tradicional en el arte que describe la disposición de las figuras representadas en una obra en forma de espiral ascendente o de serpentina, es decir, como si giraran sobre sí mismas. Con ello se consigue dotarlas de una sensación de movimiento giratorio contorsionado.
Está relacionada y es una extensión del contraposto, que se produce cuando se representa una figura humana con las caderas hacia adelante o a un lateral, así como los hombros y la cabeza, que produce un desplazamiento del centro de gravedad hacia un lado. Sin embargo, la forma serpentinata, donde se nota más la tensión del cuerpo que en el contraposto, requiere un estudio más profundo y está considerada como un mayor avance técnico.
Se empezó a utilizar en esculturas de la Antigua Grecia a finales del periodo clásico y durante el período helenístico, como es el caso de la escultura del grupo Laocoonte y sus hijos. Igualmente fue utilizada en la estatuaria romana. 
También es una característica estilística del Manierismo, no solamente en escultura (como en obras de Miguel Ángel o de Juan de Bolonia) sino también en pintura (con autores como Correggio o el Greco). 

Ejemplos de línea serpentinata y contrapposto
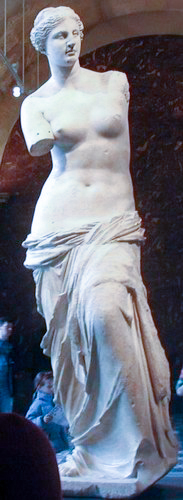
La Venus de Milo muestra una forma serpentinata.
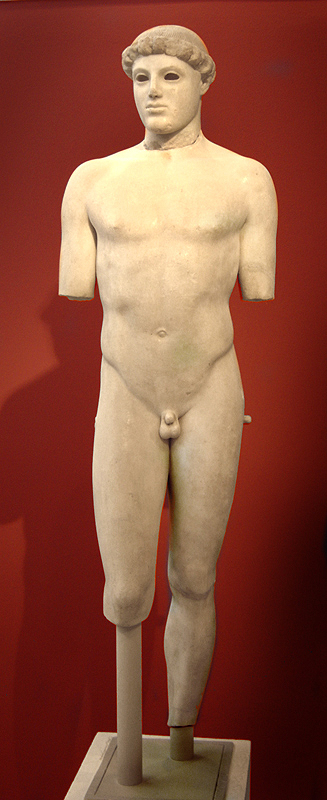
En el Efebo de Critio, donde el peso sólo está ligeramente desplazado, se habla de contrapposto.
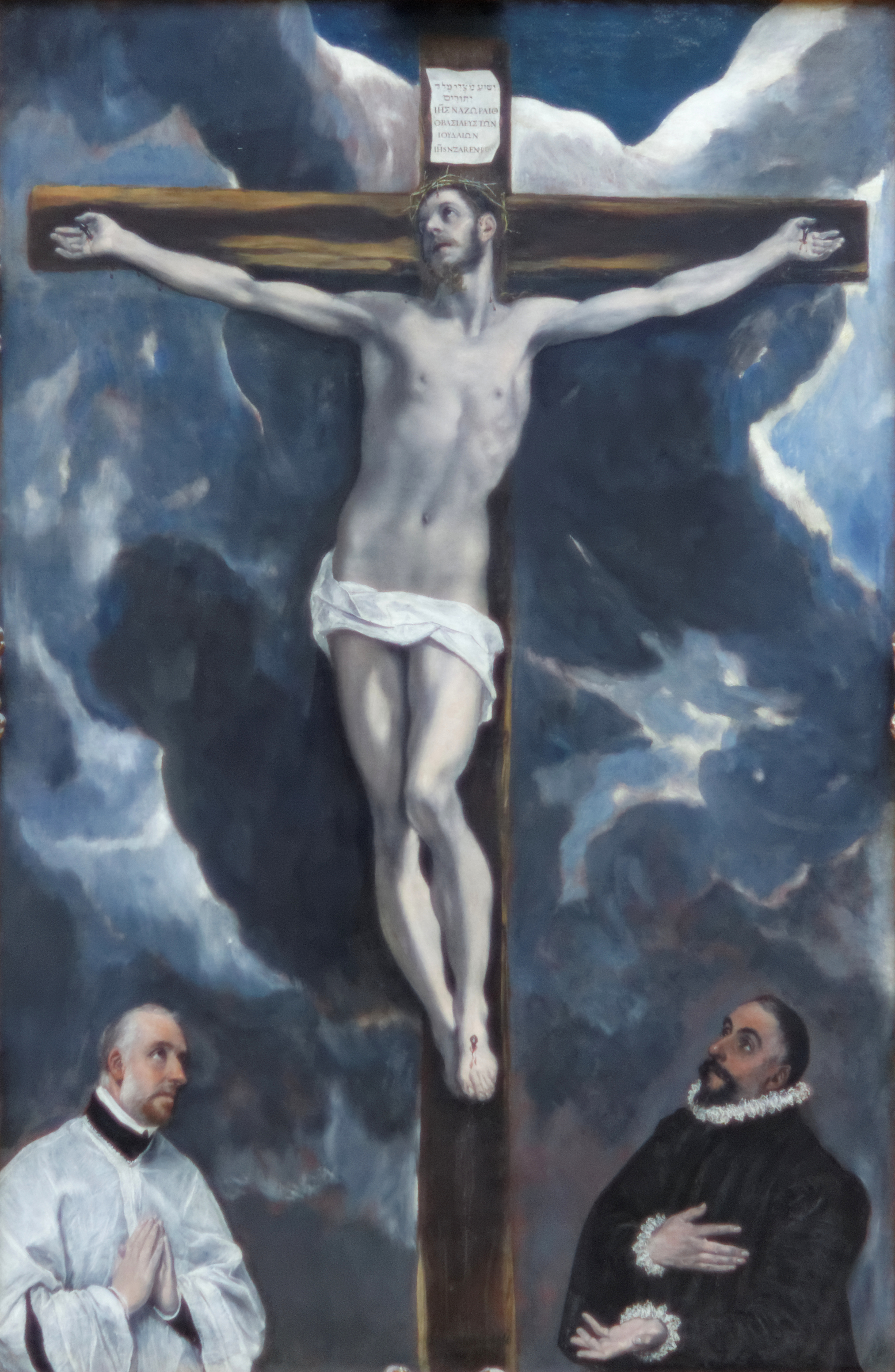
Cristo crucificado con dos donantes del Greco, con línea serpentinata pictórica.